# Enrique Bahamonde
Luis Enrique Bahamonde Ruiz (Concepción, 30 de mayo de 1892 - Santiago, 25 de diciembre de 1980) fue un abogado y político chileno. Se desempeñó como ministro de Estado —en la cartera de Tierras y Colonización— durante el gobierno del presidente Jorge Alessandri entre 1960 y 1961.

## Familia y estudios
Era el mayor de los cinco hijos que tuvo el matrimonio conformado por Ruperto Antonio Bahamonde Rivera y Sara Elvira Ruiz Mansenlli.
Estudió en el Liceo de Concepción y luego en el Internado Nacional Barros Arana de la capital. Posteriormente cursó derecho en la Universidad de Chile, profesión de la que se tituló en 1916.

## Vida pública
Hizo una larga carrera en el Ministerio de Educación Pública, organismo del que llegó a ser subsecretario.
En el año 1939 ingresó a la Contraloría General de la República (CGR) como fiscal de cuentas. Ocupó el cargo máximo de esa repartición estatal entre los años 1952 y 1959, siendo el primero nominado por un presidente con acuerdo del Senado.
En 1960 y por un año ocupó el cargo de ministro de Tierras y Colonización por encargo de Alessandri Rodríguez. Sucedió y precedió en este puesto al abogado Julio Philippi Izquierdo.